# Olympia-Eissport-Zentrum
L'Olympia-Eissport-Zentrum est une patinoire située à Garmisch-Partenkirchen en Allemagne.

## Histoire
La patinoire est construite en 1934 sous le nom d'Olympia-Kunsteisstadion pour accueillir les épreuves de patinage artistique et certains matches de hockey sur glace des Jeux olympiques d'hiver de 1936. Il s'agit alors d'une patinoire en plein air avec de la glace artificielle ayant une capacité de 10 000 places,. Elle est agrandie en 1939, transformée en patinoire couverte en 1964 et modernisée dans les années 1990, quand une deuxième patinoire est construite. Le centre sportif accueille les matches des clubs de hockey sur glace du SC Riessersee depuis 1936 et du SC Garmisch-Partenkirchen depuis 2010.

## Événements
- Patinage artistique et hockey sur glace aux Jeux olympiques d'hiver de 1936
- Championnats du monde de patinage artistique 1956
- Championnats d'Europe de patinage artistique 1960
- Championnats d'Europe de patinage artistique 1969
- Championnat d'Europe junior de hockey sur glace 1969
- Championnat du monde masculin de curling 1972
- Championnat du monde masculin de curling 1982
- Championnat d'Europe junior de hockey sur glace 1984
- Championnat du monde masculin de curling 1992
- Championnat du monde féminin de curling 1992
- Coupe Davis 2009 (huitièmes de finale Allemagne contre Autriche)
- Championnat du monde junior de hockey sur glace 2012 (Division IA)